# Вишнівка (Прилуцький район)
Вишні́вка — село в Україні, у Прилуцькому районі Чернігівської області. Населення становить 178 осіб. Входить до складу Ічнянської міської громади. До 2017 року орган місцевого самоврядування — Припутнівська сільська рада.

## Географія
Село Вишнівка розташоване на правому березі річки Удай, вище за течією на відстані 1 км розташоване село Сваричівка, нижче за течією на відстані 2,5 км розташоване село Припутні, на протилежному березі — село Шиловичі.
Станом на 1750 рік село належало до Ніжинської другої сотні Ніжинського полку Гетьманщини. 1800 року  - "деревня" Ніжинського повіту Малоросійської губернії, проживало 178 податкових душ.
На північний захід від села розташований ботанічний заказник «Великий Ліс».